# Maurits van Löben Sels
Maurits Jacob van Löben Sels (* 1. Mai 1876 in Meppen; † 4. Oktober 1944 in Velp) war ein niederländischer Fechter.

## Leben
Maurits van Löben Sels nahm an den Olympischen Zwischenspielen 1906 in Athen sowie an den Olympischen Spielen 1908 in London teil. In Athen gewann er mit dem Säbel gemeinsam mit James Melvill van Carnbée, George van Rossem und Johannes Osten in der Mannschaftskonkurrenz Bronze. Im Einzel schied er mit dem Florett und dem Säbel jeweils in der Vorrunde aus, mit dem Degen belegte er den sechsten Rang. Im Säbelwettbewerb auf drei Treffer qualifizierte er sich zwar für die Finalrunde, beendete diese aber nicht. 1908 schied er in den Einzelkonkurrenzen mit dem Degen und dem Säbel erneut in der ersten Runde aus, während er mit der Säbelmannschaft den fünften Platz belegte.
Van Löben Sels war Offizier bei der niederländischen Infanterie. Sein Vater und sein Onkel waren Politiker, die beide für die Anti-Revolutionaire Partij im niederländischen Senat saßen.